# Landudec
Landudec (bret. Landudeg) – miejscowość i gmina we Francji, w regionie Bretania, w departamencie Finistère.
Według danych na rok 1990 gminę zamieszkiwały 1183 osoby, a gęstość zaludnienia wynosiła 58 osób/km² (wśród 1269 gmin Bretanii Landudec plasuje się na 510. miejscu pod względem liczby ludności, natomiast pod względem powierzchni na miejscu 489.).